# Babice (Buřenice)
Babice (německy Babitz) je malá vesnice, část obce Buřenice v okrese Pelhřimov. Nachází se asi 1,5 km na jih od Buřenic. Babice leží v katastrálním území Buřenice o výměře 8,29 km2.

## Název
Název se vyvíjel od varianty in Babicz (1406), v Babicích (1624). Místní jméno znamenalo ves lidí Bábových. Pojmenování je rodu ženského, čísla pomnožného, genitiv zní Babic.

## Historie
První písemná zmínka o vesnici pochází z roku 1406.
V letech 1850–1985 a od 1. ledna 1992 se vesnice stala součástí obce Buřenice a od 1. července 1985 do 31. prosince 1991 byla vesnice spolu s obcí Buřenice součástí obce Košetice.

## Obyvatelstvo
| Rok            | 1869 | 1880 | 1890 | 1900 | 1910 | 1921 | 1930 | 1950 | 1961 | 1970 | 1980 | 1991 | 2001 | 2011 | 2021 |
| -------------- | ---- | ---- | ---- | ---- | ---- | ---- | ---- | ---- | ---- | ---- | ---- | ---- | ---- | ---- | ---- |
| Počet obyvatel | 209  | 228  | 225  | 199  | 202  | 195  | 164  | 119  | 93   | 85   | 69   | 39   | 40   | 42   | 44   |
| Počet domů     | 28   | 29   | 29   | 29   | 29   | 30   | 29   | 30   | 30   | 25   | 19   | 29   | 29   | 30   | 33   |

## Doprava
Prochází tudy silnice III. třídy č. 1284 z Buřenic do Lesné.

## Galerie

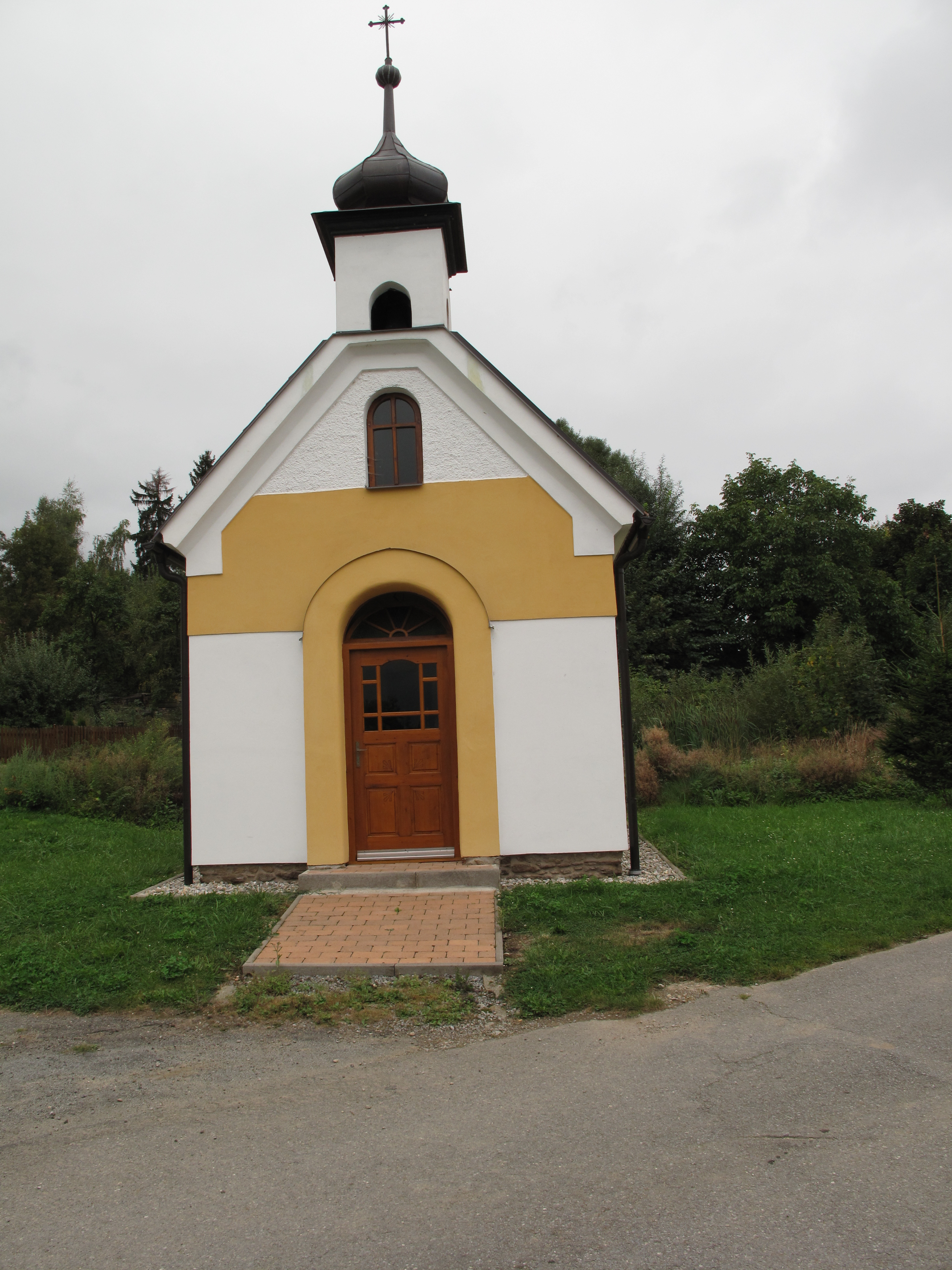
Kaplička
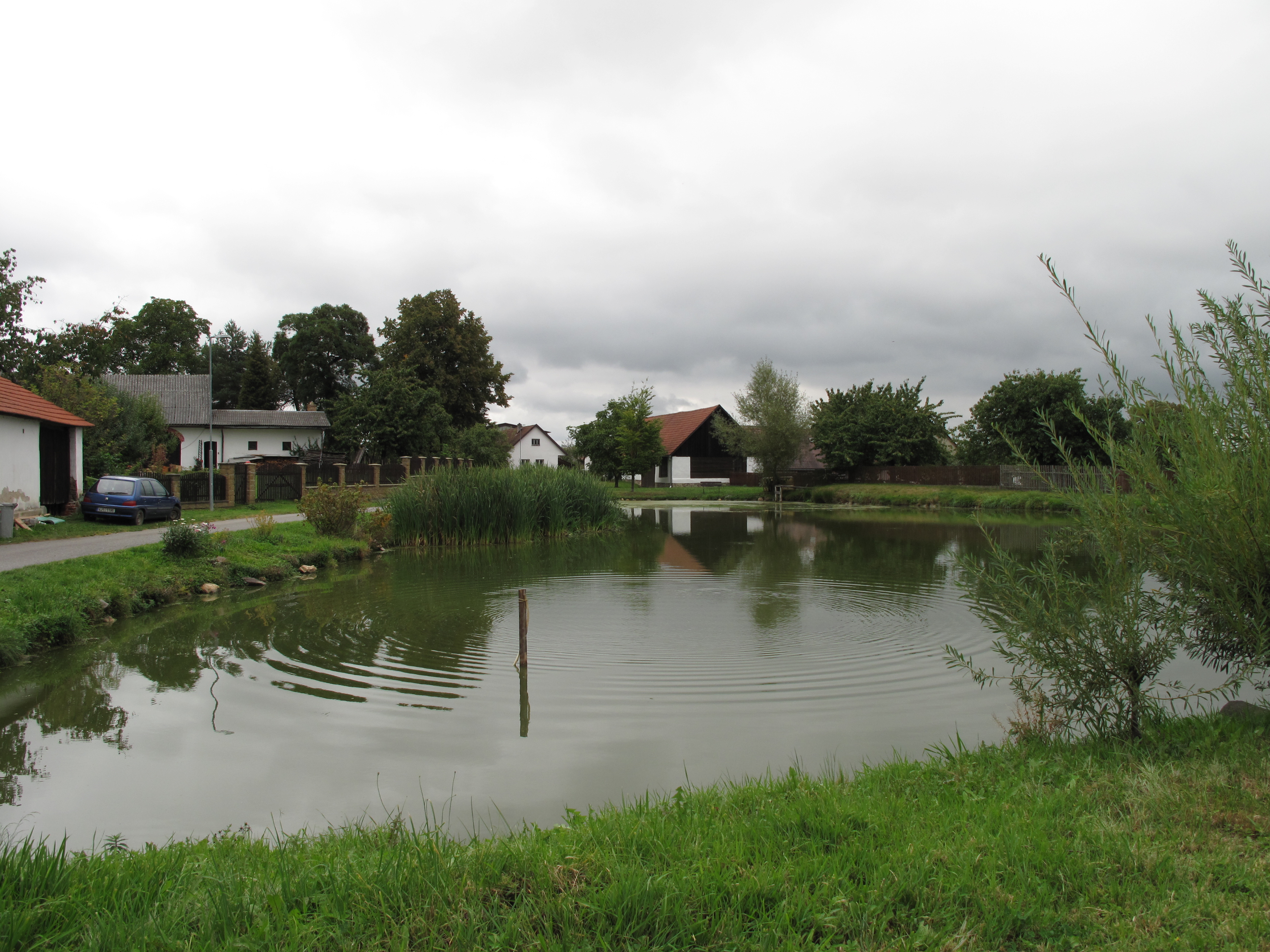
Jezírko v obci
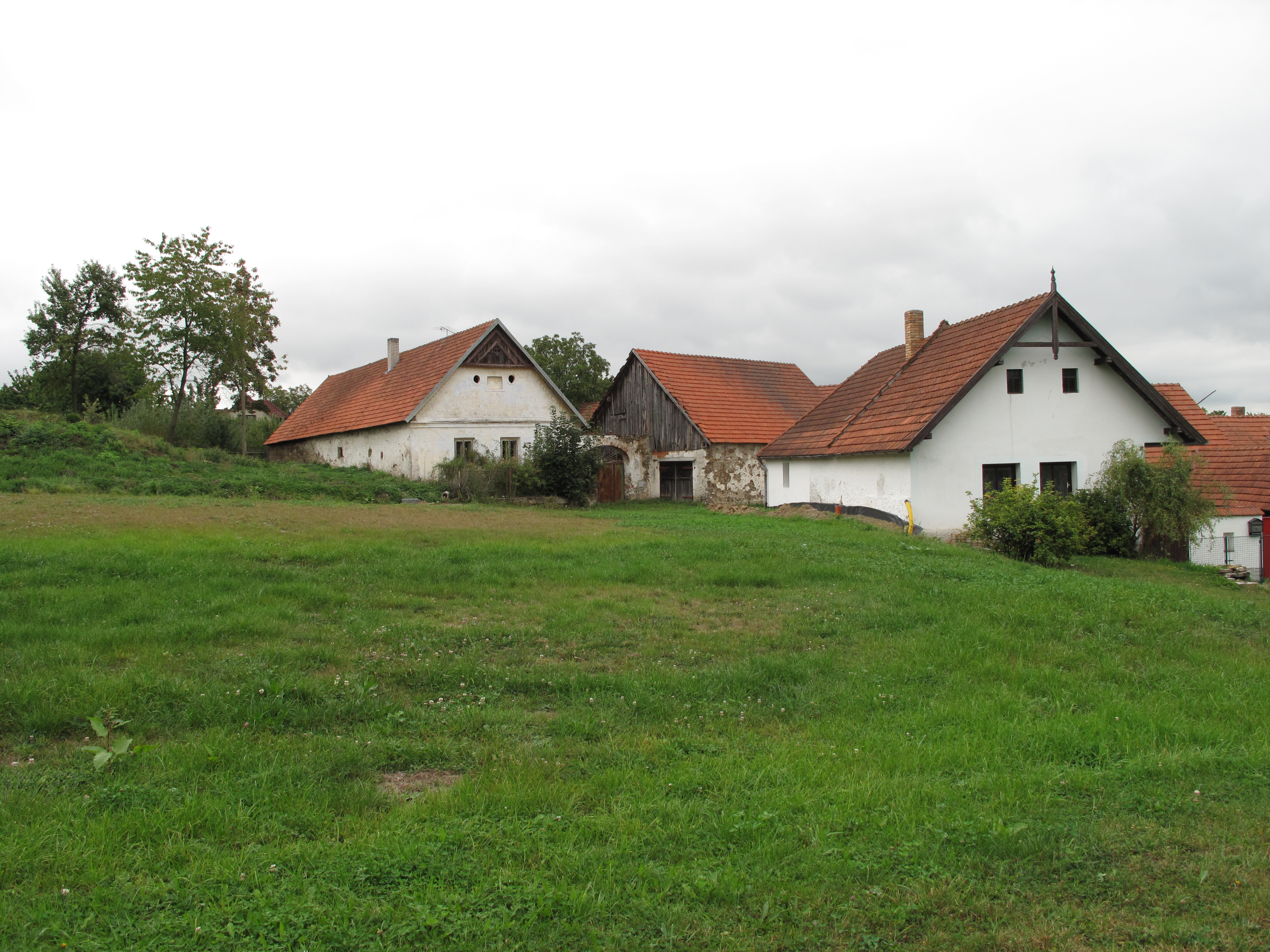
Zástavba
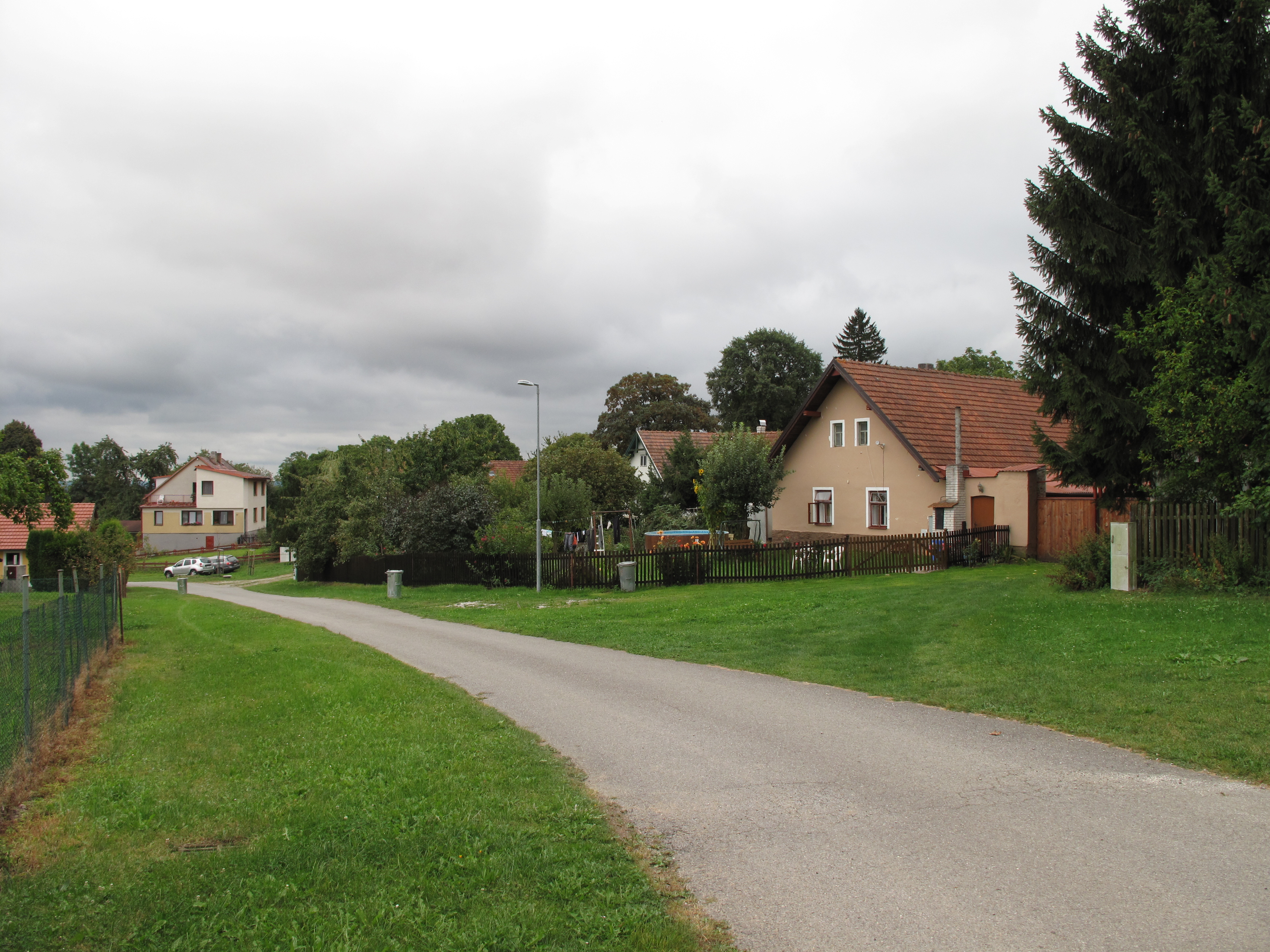
Cesta